# Dendrocerus remaudierei
Dendrocerus remaudierei är en stekelart som beskrevs av Paul Dessart 1974. Dendrocerus remaudierei ingår i släktet Dendrocerus och familjen trefåresteklar. Arten är reproducerande i Sverige. Inga underarter finns listade i Catalogue of Life.